# 팔스 (네덜란드)

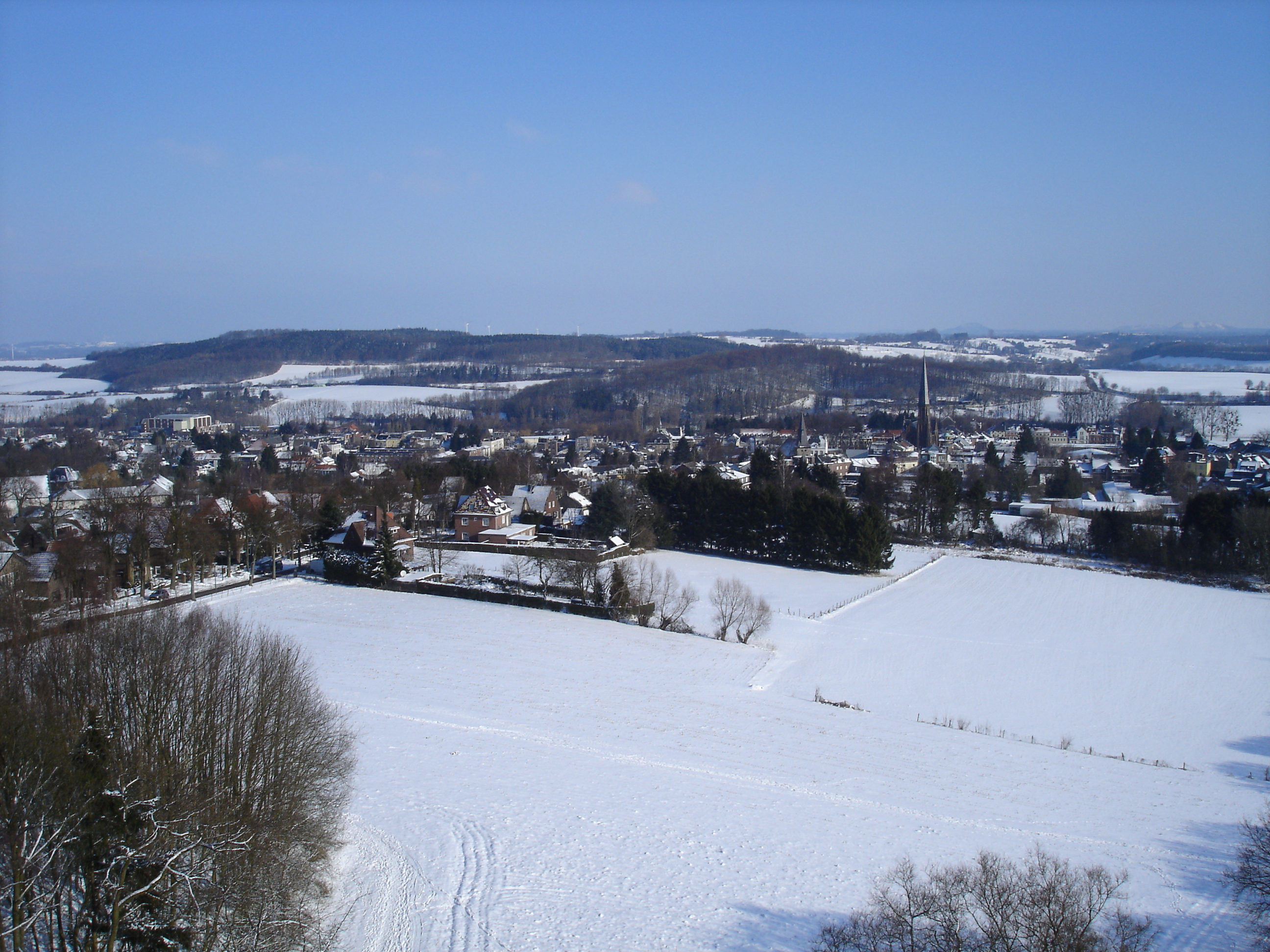
팔스

팔스의 위치

팔스(네덜란드어: Vaals)는 네덜란드 남동부 림뷔르흐주의 도시로 면적은 23.87km2, 높이는 200m, 인구는 9,691명(2014년 5월 기준), 인구 밀도는 406명/km2이다. 마스트리흐트에서 동쪽으로 23km, 독일 아헨에서 서쪽으로 5km 정도 떨어진 곳에 위치한다.

시기
시 문장